# Saint-Martin-du-Vieux-Bellême
Pour les articles homonymes, voir Saint-Martin et Bellême (homonymie).
Saint-Martin-du-Vieux-Bellême est une commune française, située dans le département de l'Orne en région Normandie, peuplée de 540 habitants.

## Géographie
La commune se situe dans la région naturelle du Perche et appartient au nouveau canton de Ceton qui incorpore depuis 2015 des communes du canton de Bellême.
| Le Gué-de-la-Chaîne | Eperrais                      | Saint-Ouen-de-la-Cour, Sérigny |
| Le Gué-de-la-Chaîne | Saint-Martin-du-Vieux-Bellême | Bellême, Sérigny               |
| Le Gué-de-la-Chaîne | Igé                           | Appenai-sous-Bellême           |

### Hydrographie
La commune est située dans le bassin Loire-Bretagne. Elle est drainée par la Même.
La Même, d'une longueur de 42 km, prend sa source dans la commune de Belforêt-en-Perche et se jette  dans l'Huisne en limite de Cherré-Au et de La Ferté-Bernard, après avoir traversé huit communes. 
Un plan d'eau complète le réseau hydrographique : l'étang de la Herse (1,03 ha),.

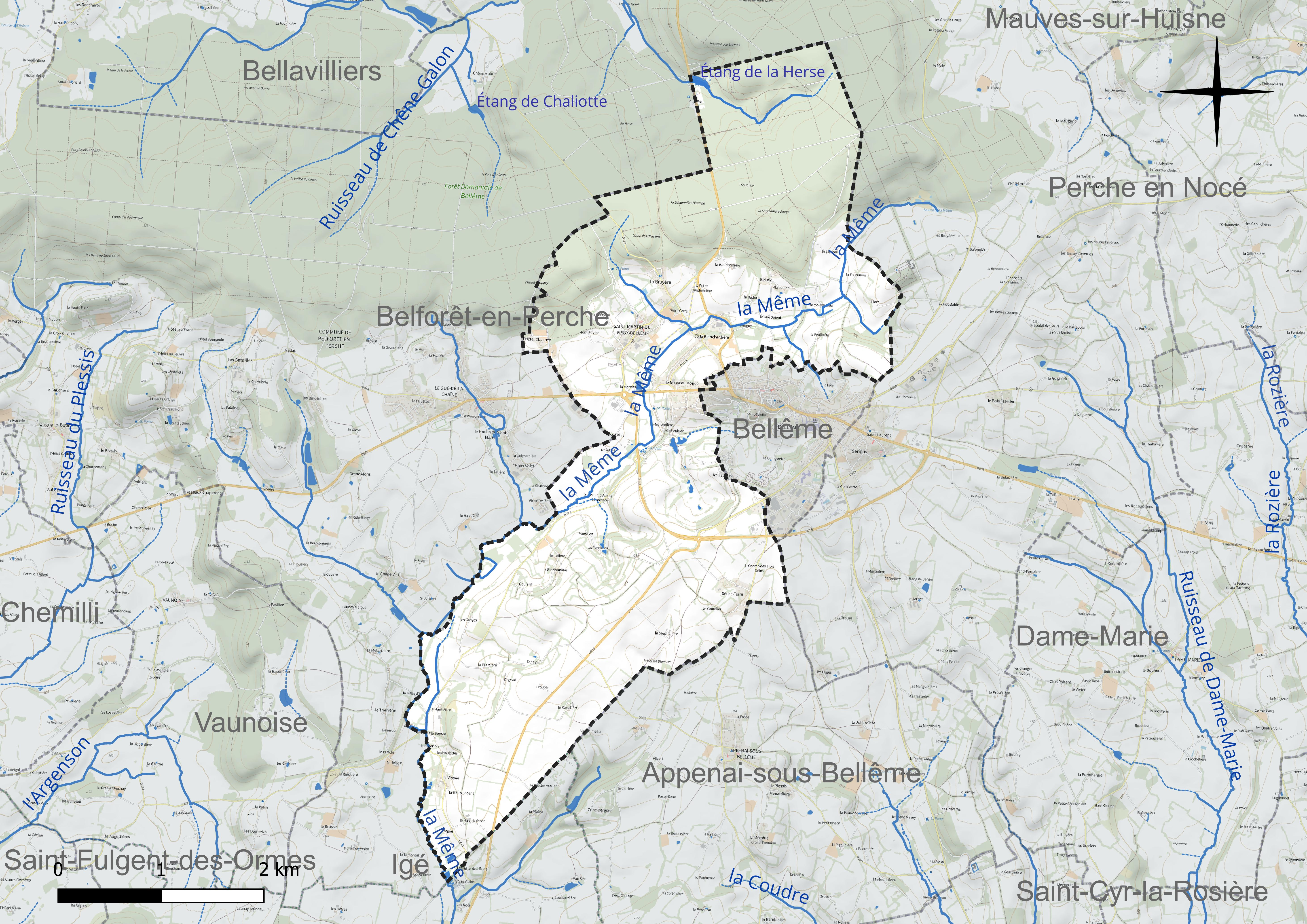
Réseau hydrographique de Saint-Martin-du-Vieux-Bellême.

### Climat
Le climat qui caractérise la commune est qualifié, en 2010, de « climat océanique dégradé des plaines du Centre et du Nord », selon la typologie des climats de la France qui compte alors huit grands types de climats en métropole. En 2020, la commune ressort du type « climat océanique altéré » dans la classification établie par Météo-France, qui ne compte désormais, en première approche, que cinq grands types de climats en métropole. Il s’agit d’une zone de transition entre le climat océanique, le climat de montagne et le climat semi-continental. Les écarts de température entre hiver et été augmentent avec l'éloignement de la mer. La pluviométrie est plus faible qu'en bord de mer, sauf aux abords des reliefs.
Les paramètres climatiques qui ont permis d’établir la typologie de 2010 comportent six variables pour les températures et huit pour les précipitations, dont les valeurs correspondent à la normale 1971-2000. Les sept principales variables caractérisant la commune sont présentées dans l'encadré ci-après.
| Paramètres climatiques communaux sur la période 1971-2000 - Moyenne annuelle de température : 10,4 °C - Nombre de jours avec une température inférieure à −5 °C : 2,5 j - Nombre de jours avec une température supérieure à 30 °C : 3,2 j - Amplitude thermique annuelle : 14,3 °C - Cumuls annuels de précipitation : 765 mm - Nombre de jours de précipitation en janvier : 12,5 j - Nombre de jours de précipitation en juillet : 7,7 j |

Avec le changement climatique, ces variables ont évolué. Une étude réalisée en 2014 par la Direction générale de l'Énergie et du Climat complétée par des études régionales prévoit en effet que la  température moyenne devrait croître et la pluviométrie moyenne baisser, avec toutefois de fortes variations régionales. La station météorologique de Météo-France installée sur la commune et mise en service en 1997 permet de connaître en continu l'évolution des indicateurs météorologiques. Le tableau détaillé pour la période 1981-2010 est présenté ci-après.
| Mois                                  | jan.           | fév.           | mars          | avril         | mai           | juin          | jui.          | août           | sep.         | oct.          | nov.            | déc.           | année      |
| ------------------------------------- | -------------- | -------------- | ------------- | ------------- | ------------- | ------------- | ------------- | -------------- | ------------ | ------------- | --------------- | -------------- | ---------- |
| Température minimale moyenne (°C)     | 1,3            | 1,3            | 2,9           | 5             | 8,7           | 11,4          | 12,8          | 13             | 10,2         | 7,8           | 3,9             | 1,2            | 6,7        |
| Température moyenne (°C)              | 4,1            | 4,9            | 7,3           | 10,1          | 13,9          | 16,9          | 18,4          | 18,6           | 15,6         | 11,9          | 7,2             | 4,1            | 11,1       |
| Température maximale moyenne (°C)     | 7              | 8,5            | 11,7          | 15,1          | 19            | 22,4          | 23,9          | 24,2           | 21,1         | 16            | 10,5            | 7              | 15,6       |
| Record de froid (°C) date du record   | −13,3 08.01.10 | −15,1 07.02.12 | −11 01.03.05  | −4,8 06.04.21 | −0,9 14.05.10 | 1,4 01.06.06  | 4,9 17.07.00  | 4,5 28.08.1998 | 1,6 19.09.07 | −3 21.10.10   | −8,5 24.11.1998 | −10,7 20.12.09 | −15,1 2012 |
| Record de chaleur (°C) date du record | 17,1 27.01.03  | 20,8 27.02.19  | 24,2 31.03.21 | 28,1 20.04.18 | 30,7 27.05.05 | 36,4 29.06.19 | 40,1 25.07.19 | 39 06.08.03    | 34 15.09.20  | 28,6 01.10.11 | 22,1 01.11.15   | 17,6 07.12.00  | 40,1 2019  |
| Précipitations (mm)                   | 76,8           | 58             | 64,9          | 59            | 63,5          | 58,8          | 64,6          | 60,1           | 51,7         | 89,9          | 84,7            | 94,3           | 826,3      |

## Urbanisme

### Typologie
Au 1er janvier 2024, Saint-Martin-du-Vieux-Bellême est catégorisée commune rurale à habitat dispersé, selon la nouvelle grille communale de densité à sept niveaux définie par l'Insee en 2022.
Elle appartient à l'unité urbaine de Bellême, une agglomération intra-départementale regroupant deux  communes, dont elle est une commune de la banlieue,,. La commune est en outre hors attraction des villes,.

### Occupation des sols
L'occupation des sols de la commune, telle qu'elle ressort de la base de données européenne d’occupation biophysique des sols Corine Land Cover (CLC), est marquée par l'importance des territoires agricoles (65,9 % en 2018), une proportion sensiblement équivalente à celle de 1990 (66,5 %). La répartition détaillée en 2018 est la suivante : 
terres arables (34,4 %), prairies (31,4 %), forêts (25,8 %), espaces verts artificialisés, non agricoles (4,1 %), zones urbanisées (3,9 %), zones industrielles ou commerciales et réseaux de communication (0,3 %), zones agricoles hétérogènes (0,2 %). L'évolution de l’occupation des sols de la commune et de ses infrastructures peut être observée sur les différentes représentations cartographiques du territoire : la carte de Cassini (XVIIIe siècle), la carte d'état-major (1820-1866) et les cartes ou photos aériennes de l'IGN pour la période actuelle (1950 à aujourd'hui).

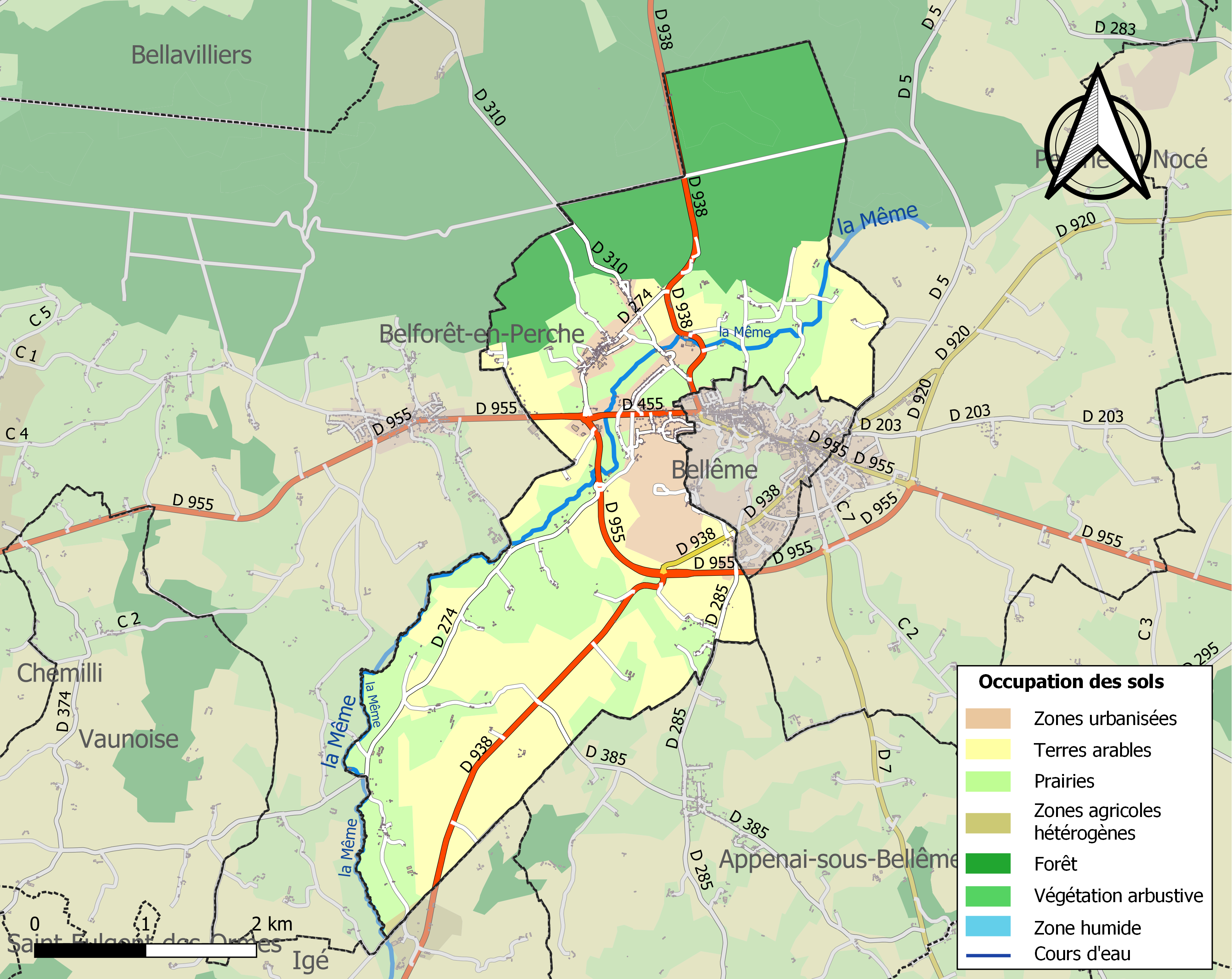
Carte des infrastructures et de l'occupation des sols de la commune en 2018 (CLC).

## Toponymie
Le nom de la localité est attesté sous les formes Saint Martin de Vêtus Belismo au Xe siècle, Saint Martin du Veil Bellesme en 1300.
La paroisse est dédiée à Martin de Tours, évêque du IVe siècle, un des saints les plus vénérés de la chrétienté.
Bellême est la ville voisine à l'est.
Le gentilé est Saint-Martinois.

## Histoire
Ancien prieuré bénédictin.
Pendant le siège de la ville de Bellême par Blanche de Castille, son fils, le futur Saint Louis, assistait régulièrement à la messe en l'église de Saint-Martin-du-Vieux-Bellême.
En 1872, la commune du Gué-de-la-Chaîne est créée par prélèvement sur l'Ouest du territoire de Saint-Martin-du-Vieux-Bellême qui compte alors 2 582 habitants. Le recensement de 1876 dénombre 1 117 habitants à Saint-Martin-du-Vieux-Bellême et 1 310 au Gué-de-la-Chaîne.

## Politique et administration
| Période                                  | Période    | Identité          | Étiquette | Qualité                                                              |
| ---------------------------------------- | ---------- | ----------------- | --------- | -------------------------------------------------------------------- |
| 1959                                     | 1978       | Pierre de Romanet | SE        | Propriétaire, expert forestier                                       |
| 1978                                     | mars 2008  | Roger Bellanger   | SE        | Ambulancier                                                          |
| mars 2008                                | avril 2014 | Luc de Romanet    | SE-UDF    | Avocat retraité, conseiller général du canton de Bellême (1998-2004) |
| avril 2014                               | En cours   | Serge Cailly      | SE        | Retraité, président de la communauté de communes                     |
| Les données manquantes sont à compléter. |            |                   |           |                                                                      |

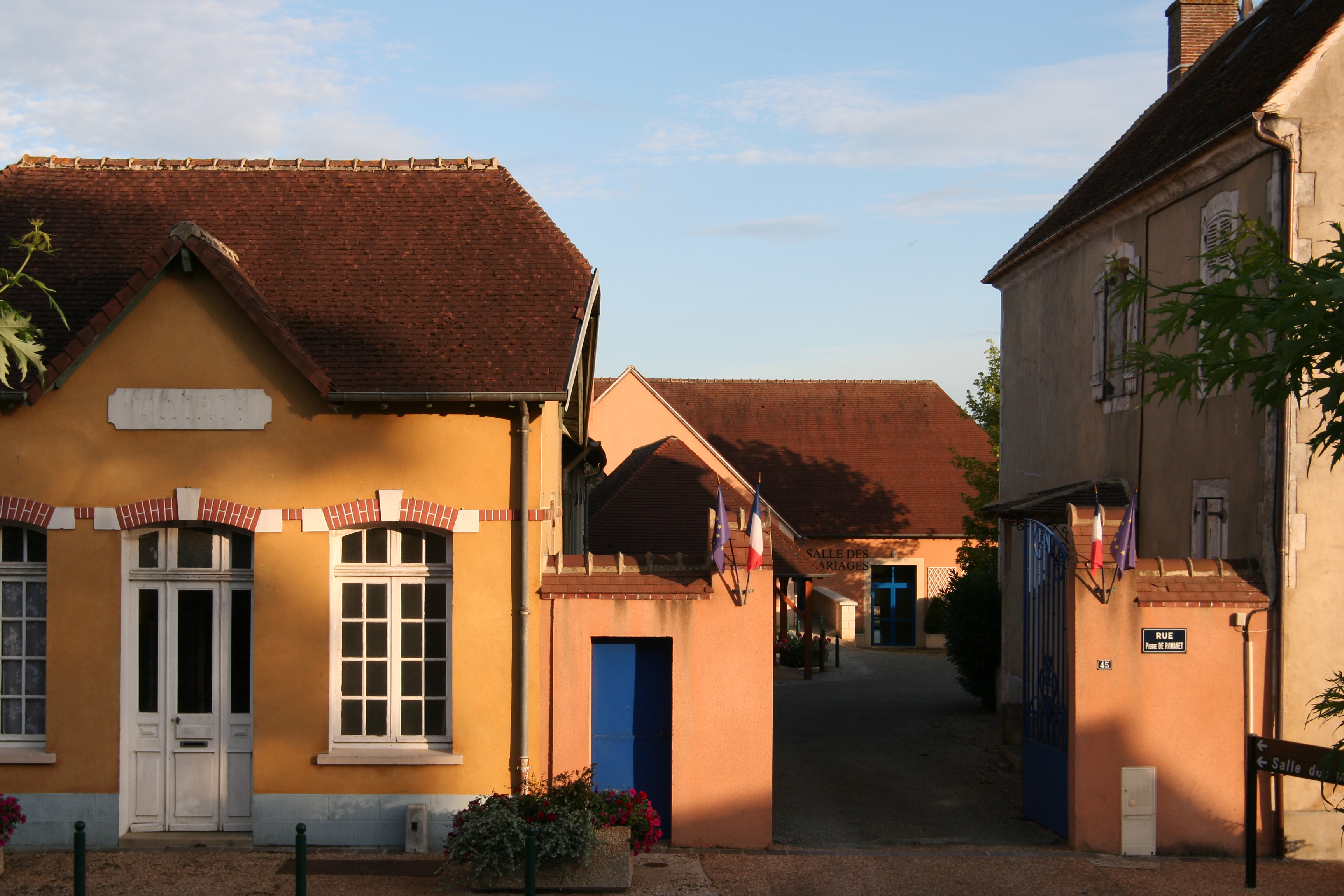
La mairie.

Le conseil municipal est composé de quinze membres dont le maire et quatre adjoints.

## Démographie
L'évolution du nombre d'habitants est connue à travers les recensements de la population effectués dans la commune depuis 1793. Pour les communes de moins de 10 000 habitants, une enquête de recensement portant sur toute la population est réalisée tous les cinq ans, les populations de référence des années intermédiaires étant quant à elles estimées par interpolation ou extrapolation. Pour la commune, le premier recensement exhaustif entrant dans le cadre du nouveau dispositif a été réalisé en 2008.
En 2022, la commune comptait 540 habitants, en évolution de −7,69 % par rapport à 2016 (Orne : −3,21 %, France hors Mayotte : +2,11 %).
Saint-Martin-du-Vieux-Bellême a compté jusqu'à 3 311 habitants en 1800.
| 1793  | 1800  | 1806  | 1821  | 1836  | 1841  | 1846  | 1851  | 1856  |
| ----- | ----- | ----- | ----- | ----- | ----- | ----- | ----- | ----- |
| 2 542 | 3 311 | 3 037 | 2 938 | 2 952 | 3 012 | 2 988 | 2 858 | 2 801 |

| 1861  | 1866  | 1872  | 1876  | 1881  | 1886 | 1891 | 1896 | 1901 |
| ----- | ----- | ----- | ----- | ----- | ---- | ---- | ---- | ---- |
| 2 817 | 2 750 | 2 582 | 1 117 | 1 027 | 931  | 927  | 820  | 776  |

| 1906 | 1911 | 1921 | 1926 | 1931 | 1936 | 1946 | 1954 | 1962 |
| ---- | ---- | ---- | ---- | ---- | ---- | ---- | ---- | ---- |
| 749  | 736  | 640  | 714  | 695  | 662  | 653  | 693  | 727  |

| 1968 | 1975 | 1982 | 1990 | 1999 | 2006 | 2008 | 2013 | 2018 |
| ---- | ---- | ---- | ---- | ---- | ---- | ---- | ---- | ---- |
| 685  | 603  | 584  | 629  | 653  | 635  | 630  | 593  | 570  |

| 2022 | - | - | - | - | - | - | - | - |
| ---- | - | - | - | - | - | - | - | - |
| 540  | - | - | - | - | - | - | - | - |

## Lieux et monuments
- Église Saint-Martin, des XIe, XIIIe et XVe siècles, partie du prieuré de bénédictins (ancien) Saint-Martin, recensée à l'inventaire général du patrimoine culturel[29]. Elle abrite des peintures monumentales du XIVe siècle et des stalles du XVIe siècle, avec onze miséricordes sculptées, classées Monuments historiques au titre d'objet[30],[31]. Elle fut le lieu de culte du roi Saint Louis[réf. nécessaire] pendant le siège de la ville de Bellême par sa mère, Blanche de Castille, en 1229.
- Une petite partie du parc du château du Tertre, essentiellement sur le territoire de Sérigny et qui fait l'objet d'un classement au titre des Monuments historiques[32], empiète sur le territoire de la commune.
- Croix de chemin, dite croix Feue-Reine, du XVIIIe, à l'emplacement d'une croix du XIIIe siècle, en commémoration du siège de la ville de Bellême par Blanche de Castille, recensée à l'inventaire général du patrimoine culturel[33].
- Dolmen de la Table des Marchands.

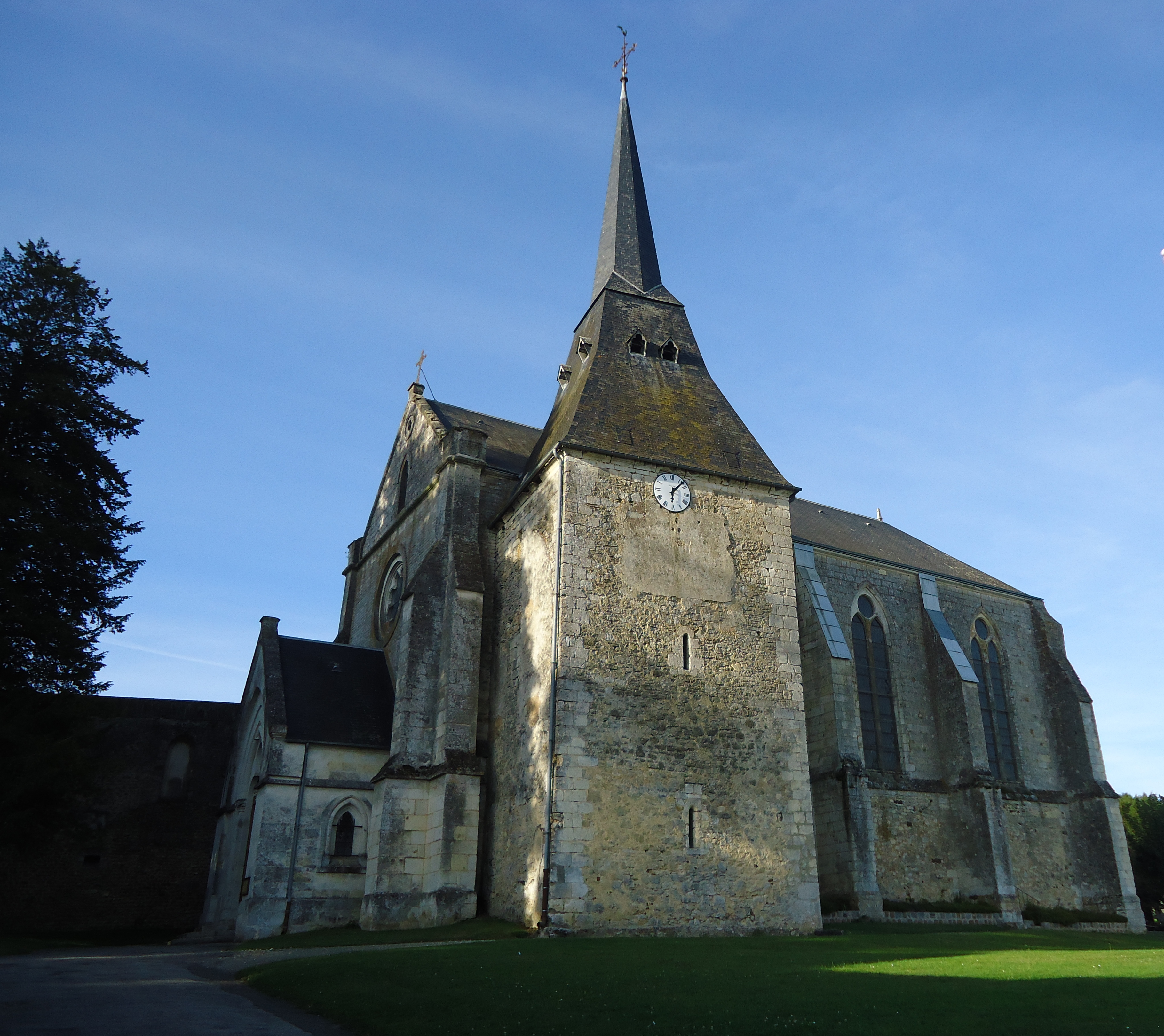
L'église Saint-Martin.
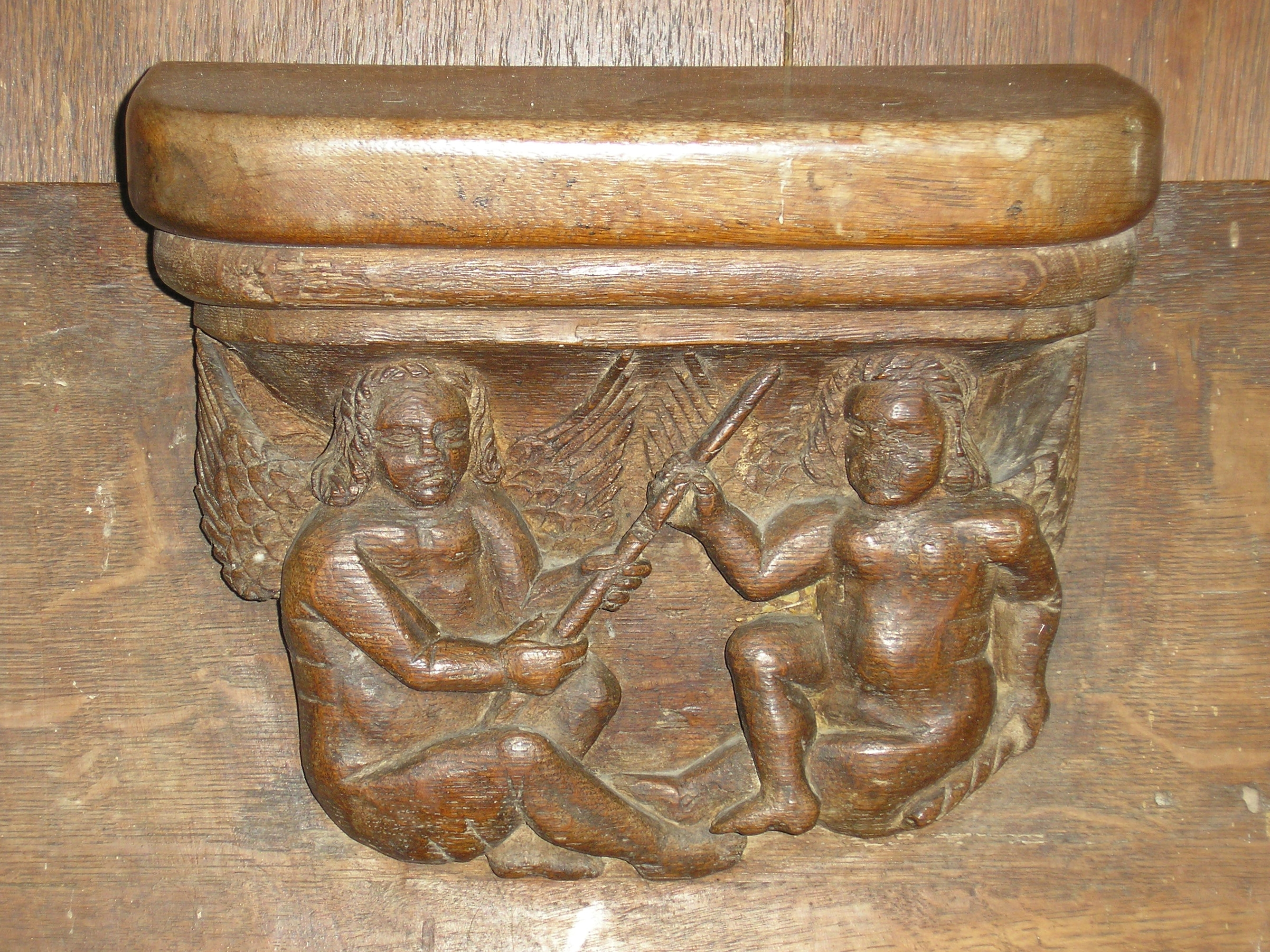
Une des onze miséricordes des stalles de l'église.
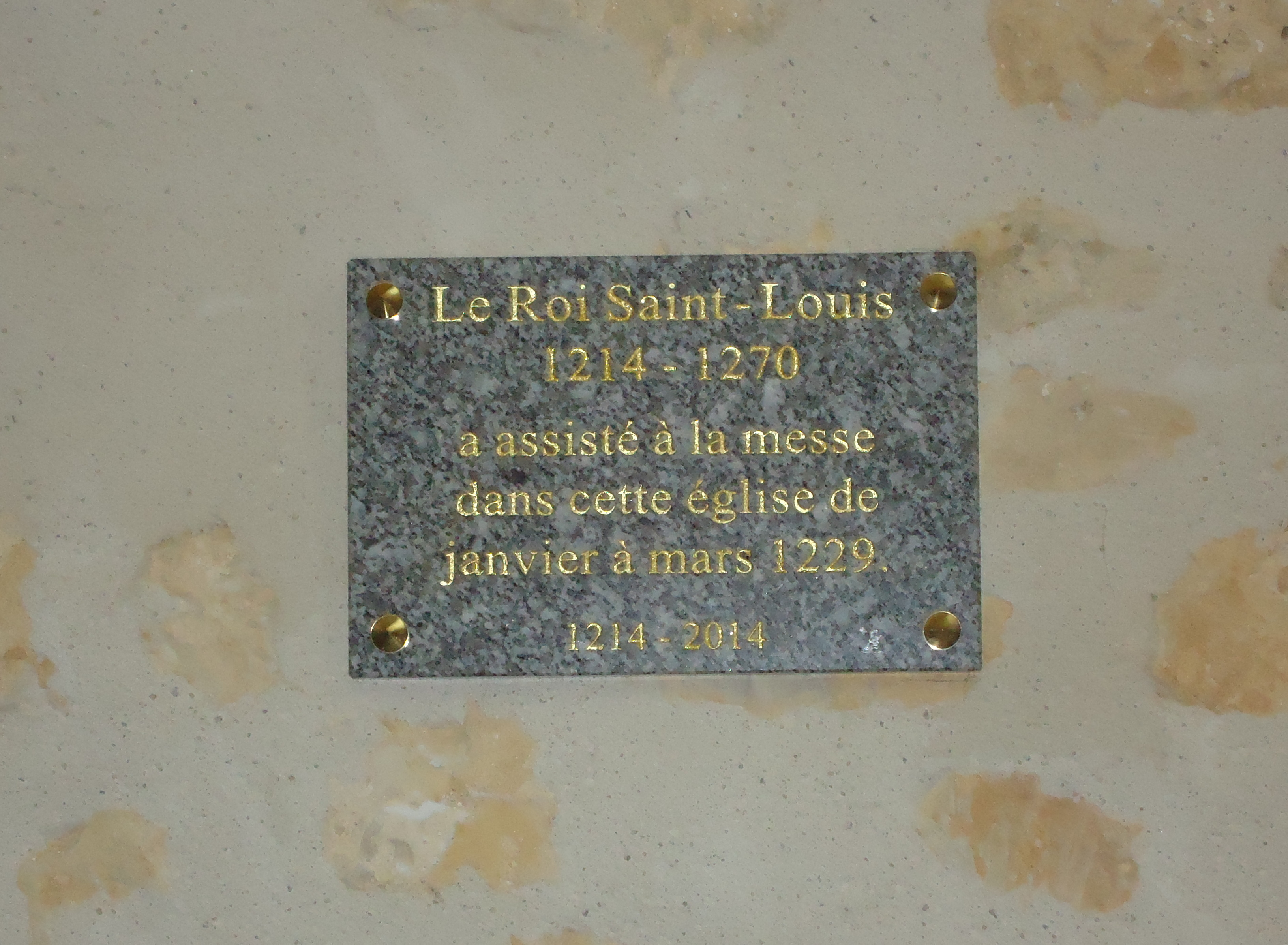
La plaque commémorative du passage de Saint Louis.
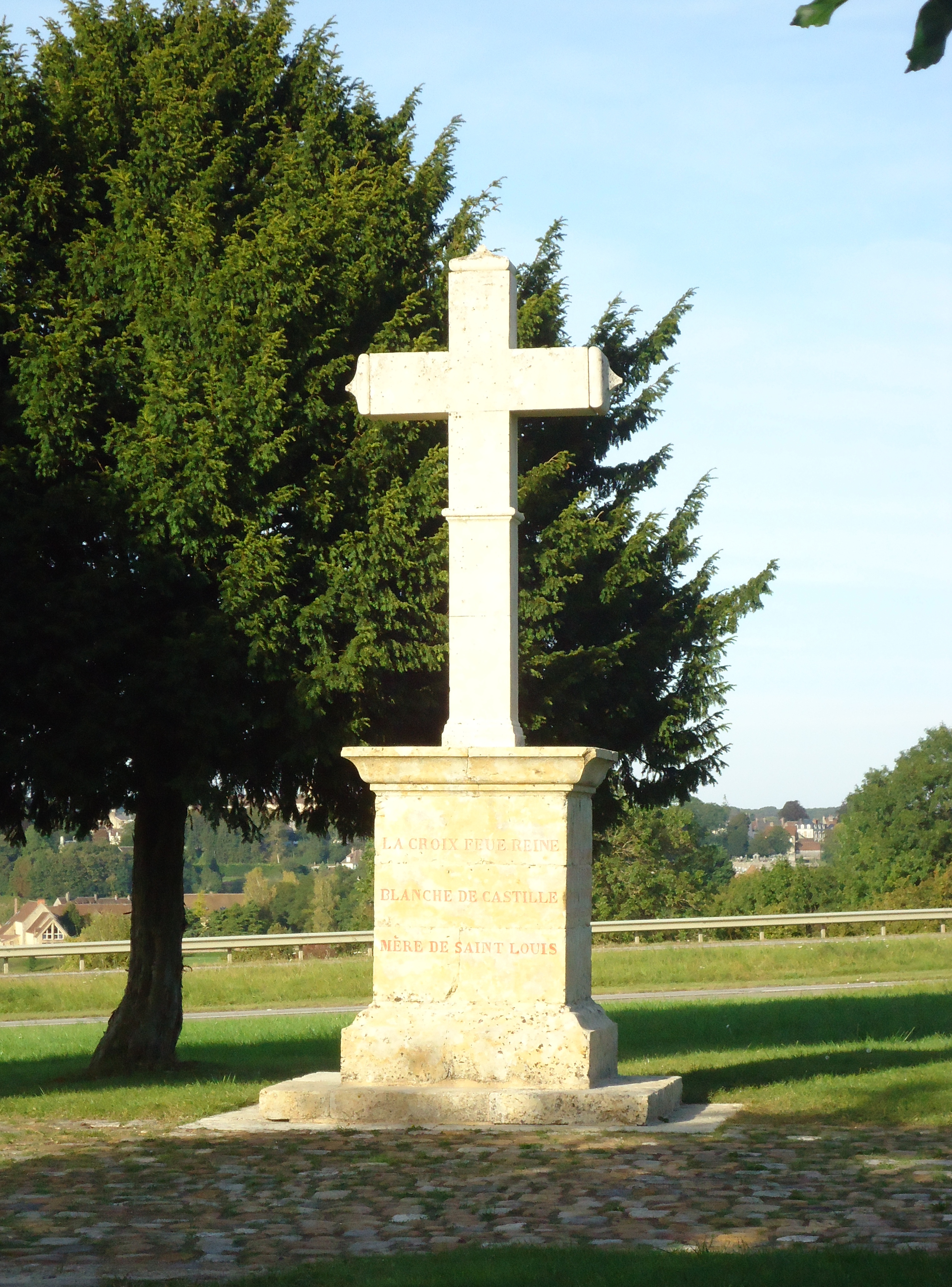
La croix Feue-Reine.

## Personnalités liées à la commune
- Alphonse Dubois de Saligny (1809-1888) diplomate et ancien maire de la commune.
- Alfred Cerné (1856 à Saint-Martin-du-Vieux-Bellême - 1937), médecin, érudit et homme politique, maire de Rouen.